# Тетрапероксохромат калия
Тетрапероксохромат калия — неорганическое соединение,
соль калия с формулой K3Cr(O2)4,
коричневые кристаллы,
слабо растворяется в воде с медленным разложением.

## Получение
- Действие сильно охлаждённого раствора перекиси водорода на хромат калия:

{\displaystyle {\mathsf {2K_{2}CrO_{4}+9H_{2}O_{2}+2KOH\ {\xrightarrow {0^{o}C}}\ 2K_{3}Cr(O_{2})_{4}\downarrow +10H_{2}O+O_{2}\uparrow }}}

## Физические свойства
Тетрапероксохромат калия образует коричневые кристаллы
тетрагональной сингонии,
пространственная группа I 42m,
параметры ячейки a = 0,670 нм, c = 0,760 нм, Z = 2.
Слабо растворяется в воде с разложением, не растворяется в этаноле и диэтиловом эфире.

## Химические свойства
- Разлагается в водных растворах:

{\displaystyle {\mathsf {4K_{3}Cr(O_{2})_{4}+2H_{2}O\ {\xrightarrow {}}\ 4K_{2}CrO_{4}+4KOH+7O_{2}\uparrow }}}